# Limaformosa capensis
Limaformosa capensis — вид змій родини Lamprophiidae. Мешкає в Південній Африці.

## Поширення і екологія
Limaformosa capensis спорадично поширені від півдня і сходу Танзанії на південь до ПАР та на захід через Зімбабве і північ Ботсвани до Намібії. Вони живуть переважно в саванах, трапляються в прибережних лісах. Зустрічаються на висоті до 1500 м над рівнем моря. Більшу частину дня проводять в норах та у покинутих термітниках, а вночі виходять на полювання. Відкладають яйця, в кладці 5-13 яєць.